# Kap MacKay
Das Kap MacKay ist ein vereistes Kap, das den südöstlichen Ausläufer der Ross-Insel bildet. Es ist komplett umschlossen von den Eismassen des Ross-Schelfeises.
Entdeckt und benannt wurde es von Teilnehmern der britischen Discovery-Expedition (1901–1904) unter der Leitung von Robert Falcon Scott. Namensgeber ist Kapitän Henry Duncan „Harry“ MacKay (1854–1925), Kommandant der Terra Nova, eines der beiden Rettungsschiffe der Expedition.